# KHL Junior Draft 2009
Der KHL Junior Draft 2009 war der erste Entry Draft der Kontinentalen Hockey-Liga und fand am 1. Juni 2009 in der Hauptstadt Moskau statt. An der Veranstaltung nach US-amerikanischem Vorbild nahmen 23 KHL-Teams teil. Es durften Spieler aus der ganzen Welt zwischen 17 und 21 Jahren ausgewählt werden.
An erster Position wählte der HK ZSKA Moskau den Verteidiger Michail Paschnin vom HK Metschel Tscheljabinsk aus der zweitklassigen Wysschaja Liga.

## Format
Die Reihenfolge des Drafts entsprach der umgekehrten Tabelle der Saison 2008/09 mit Ausnahme des Neulings Awtomobilist Jekaterinburg, der als letztes wählen durfte. Zuvor waren die Mannschaften von Chimik Woskressensk und Witjas Tschechow – die sich in der ursprünglichen Reihenfolge an erster und zweiter Position befunden hatten – wegen nicht eingereichter Unterlagen bei der Ligaleitung vom Draft suspendiert worden. Insgesamt wurden vier Runden abgehalten. Alle teilnehmenden Mannschaften durften alle Spieler zwischen 17 und 21 Jahren wählen, die zum Zeitpunkt der Veranstaltung nicht von anderen Mannschaften geschützt worden waren oder bereits bei einem anderen KHL-Team unter Vertrag standen. Absolventen von Schulen, die mit keinem KHL-Team kooperieren, durften ebenso ausgewählt werden wie Absolventen von Schulen, die mit einem KHL-Team kooperieren, aber nicht Teil einer Juniorenmannschaft des Russischen Eishockeyverbands sind. Die übrigen Mannschaften durften 15 Spieler „schützen“, die somit nicht im Draft ausgewählt werden konnten.

## Ergebnisse

### Runde 1
| #  | Spieler                  | Pos     | Nationalität | KHL-Team                                            | College/Junior/Club-Team             |
| -- | ------------------------ | ------- | ------------ | --------------------------------------------------- | ------------------------------------ |
| 1  | Michail Paschnin         | D       | Russland     | HK ZSKA Moskau (von HK Dinamo Minsk)                | HK Metschel Tscheljabinsk (RUS-2)    |
| 2  | Michail Stefanowitsch    | F       | Belarus      | HK Dinamo Minsk (von Metallurg Nowokusnezk)         | Remparts de Québec (QMJHL)           |
| 3  | Dmitri Schikin           | G       | Russland     | Amur Chabarowsk                                     | Kristall Elektrostal (RUS-2)         |
| 4  | Nikita Saizew            | D       | Russland     | HK Sibir Nowosibirsk                                | MHK Krylja Sowetow Moskau (RUS-2)    |
| 5  | gepasst                  | gepasst | gepasst      | HK MWD Balaschicha                                  | HK MWD Balaschicha                   |
| 6  | Dmitri Gromow            | D       | Russland     | Sewerstal Tscherepowez                              | MHK Krylja Sowetow Moskau (RUS-2)    |
| 7  | gepasst                  | gepasst | gepasst      | HK Awangard Omsk                                    | HK Awangard Omsk                     |
| 8  | Harri Säteri             | G       | Finnland     | SKA Sankt Petersburg                                | Tappara Tampere (FIN)                |
| 9  | Wadim Jaschtschuk        | F       | Russland     | Neftechimik Nischnekamsk                            | HK Belgorod (RUS-2)                  |
| 10 | Ignat Semtschenko        | F       | Russland     | Sewerstal Tscherepowez (von HK Lada Toljatti)       | MHK Krylja Sowetow Moskau (RUS-2)    |
| 11 | Jewgeni Molotilow        | D       | Russland     | Atlant Mytischtschi (von HK Traktor Tscheljabinsk)  | Guelph Storm (OHL)                   |
| 12 | Ramis Sadikow            | G       | Russland     | SKA Sankt Petersburg (von Torpedo Nischni Nowgorod) | HK Rus (KJS)                         |
| 13 | Roberts Bukarts          | F       | Lettland     | Dinamo Riga                                         | PHK Krylja Sowetow Moskau (RUS-2)    |
| 14 | Vladimír Růžička junior  | F       | Tschechien   | SKA Sankt Petersburg (von HK Spartak Moskau)        | HC Slavia Prag (CZE)                 |
| 15 | Tomáš Tatar              | F       | Slowakei     | SKA Sankt Petersburg                                | HKm Zvolen (SVK)                     |
| 16 | Andrei Bykov             | F       | Schweiz      | HK Dynamo Moskau                                    | Fribourg-Gottéron (NLA)              |
| 17 | Alexander Sawoskin       | D       | Russland     | HK Metallurg Magnitogorsk                           | PHK Krylja Sowetow Moskau (RUS-2)    |
| 18 | Kiryl Hatawez            | D       | Belarus      | HK Dinamo Minsk (von HK ZSKA Moskau)                | Shattuck St. Mary’s (US High School) |
| 19 | Magnus Pääjärvi-Svensson | F       | Schweden     | Lokomotive Jaroslawl                                | Timrå IK (SEL)                       |
| 20 | Stefan Stepanow          | D       | Russland     | Atlant Mytischtschi                                 | PHK Krylja Sowetow Moskau (RUS-2)    |
| 21 | Alexander Schewtschenko  | F       | Russland     | Atlant Mytischtschi (von Ak Bars Kasan)             | HK Belgorod (RUS-2)                  |
| 22 | Jewgeni Rybninski        | D       | Russland     | HK Lada Toljatti (von Salawat Julajew Ufa)          | Ischstal Ischewsk (RUS-2)            |
| 23 | Ondřej Roman             | F       | Tschechien   | Awtomobilist Jekaterinburg                          | HC Vítkovice Steel (CZE)             |

### Runde 2
| #  | Spieler              | Pos     | Nationalität | KHL-Team                                                                  | College/Junior/Club-Team                         |
| -- | -------------------- | ------- | ------------ | ------------------------------------------------------------------------- | ------------------------------------------------ |
| 24 | Teemu Pulkkinen      | F       | Finnland     | HK Dinamo Minsk                                                           | Jokerit Helsinki (FIN)                           |
| 25 | Andrei Leonow        | F       | Russland     | SKA Sankt Petersburg (von Metallurg Nowokusnezk)                          | Kristall Elektrostal (RUS-2)                     |
| 26 | Artjom Tomilin       | F       | Russland     | Amur Chabarowsk                                                           | PHK Krylja Sowetow Moskau (RUS-2)                |
| 27 | Michal Řepík         | F       | Tschechien   | HK Sibir Nowosibirsk                                                      | Rochester Americans (AHL)                        |
| 28 | Alexander Gogolew    | F       | Russland     | HK Spartak Moskau (von HK MWD Balaschicha)                                | MHK Krylja Sowetow Moskau (RUS-2)                |
| 29 | Witali Popow         | F       | Russland     | Sewerstal Tscherepowez                                                    | MHK Krylja Sowetow Moskau (RUS-2)                |
| 30 | Roman Rukowischnikow | D       | Russland     | Atlant Mytischtschi (von HK Awangard Omsk)                                | HK Rus (KJS)                                     |
| 31 | Alexander Atajew     | D       | Russland     | HK Dynamo Moskau (von Barys Astana)                                       | PHK Krylja Sowetow Moskau (RUS-2)                |
| 32 | Erik Karlsson        | D       | Schweden     | Lokomotive Jaroslawl (von Neftechimik Nischnekamsk)                       | Frölunda HC (SEL)                                |
| 33 | Juri Scheremetew     | F       | Russland     | SKA Sankt Petersburg (von HK Lada Toljatti über Barys Astana)             | Halifax Mooseheads (QMJHL)                       |
| 34 | Antonin Melka        | F       | Tschechien   | SKA Sankt Petersburg (von HK Traktor Tscheljabinsk)                       | HC Kladno (CZE)                                  |
| 35 | Kaspars Daugaviņš    | F       | Lettland     | Torpedo Nischni Nowgorod                                                  | Mississauga St. Michael’s Majors (OHL)           |
| 36 | Roberts Jekimovs     | F       | Lettland     | Dinamo Riga                                                               | Brynäs IF Junioren (SWE)                         |
| 37 | Artjom Woronin       | F       | Russland     | HK Spartak Moskau                                                         | MHK Krylja Sowetow Moskau (RUS-2)                |
| 38 | gepasst              | gepasst | gepasst      | Metallurg Nowokusnezk (von SKA Sankt Petersburg)                          | Metallurg Nowokusnezk (von SKA Sankt Petersburg) |
| 39 | Jyri Niemi           | D       | Finnland     | SKA Sankt Petersburg (von HK Dynamo Moskau über HK Traktor Tscheljabinsk) | Saskatoon Blades (WHL)                           |
| 40 | Mattias Tedenby      | F       | Schweden     | Atlant Mytischtschi (von HK Metallurg Magnitogorsk über HK Awangard Omsk) | HV71 Jönköping (SEL)                             |
| 41 | Mikael Granlund      | F       | Finnland     | HK Dynamo Minsk (von HK ZSKA Moskau)                                      | Kärpät Oulu (FIN)                                |
| 42 | Jaroslav Janus       | G       | Slowakei     | Lokomotive Jaroslawl                                                      | Erie Otters (OHL)                                |
| 43 | Jiří Tlustý          | F       | Tschechien   | Atlant Mytischtschi                                                       | Toronto Maple Leafs (NHL)                        |
| 44 | gepasst              | gepasst | gepasst      | Ak Bars Kasan                                                             | Ak Bars Kasan                                    |
| 45 | Michail Grigorjew    | D       | Russland     | Salawat Julajew Ufa                                                       | Juschny Ural Orsk (RUS-2)                        |
| 46 | Alexei Filippow      | F       | Russland     | Awtomobilist Jekaterinburg                                                | MHK Krylja Sowetow Moskau (RUS-2)                |

### Runde 3
| #  | Spieler           | Pos     | Nationalität | KHL-Team                                           | College/Junior/Club-Team          |
| -- | ----------------- | ------- | ------------ | -------------------------------------------------- | --------------------------------- |
| 48 | Arzjom Dsjamkou   | RW      | Belarus      | HK Dinamo Minsk                                    | Acadie-Bathurst Titan (QMJHL)     |
| 51 | Simon Hjalmarsson | F       | Schweden     | HK Sibir Nowosibirsk                               | Borås HC (SHA)                    |
| 52 | gepasst           | gepasst | gepasst      | HK MWD Balaschicha                                 | HK MWD Balaschicha                |
| 56 | Zack Kassian      | RW      | Kanada       | HK Dynamo Moskau (von Neftechimik Nischnekamsk)    | Peterborough Petes (OHL)          |
| 58 | David Květoň      | RW      | Tschechien   | Atlant Mytischtschi (von Torpedo Nischni Nowgorod) | HC Oceláři Třinec (CZE)           |
| 59 | Ainārs Podziņš    | C       | Lettland     | Dinamo Riga                                        | PHK Krylja Sowetow Moskau (RUS-2) |
| 60 | Juraj Mikúš       | C       | Slowakei     | HK Spartak Moskau                                  | HK 36 Skalica (SVK)               |
| 61 | Jacob Josefson    | C       | Schweden     | SKA Sankt Petersburg                               | Djurgårdens IF (SEL)              |
| 62 | Erik Gudbranson   | D       | Kanada       | SKA Sankt Petersburg                               | HK Dynamo Moskau (OHL)            |
| 66 | Jhonas Enroth     | G       | Schweden     | Atlant Mytischtschi                                | Portland Pirates (AHL)            |
| 67 | Oleg Li           | LW      | Russland     | Atlant Mytischtschi (von Ak Bars Kasan)            | Québec Remparts (QMJHL)           |
| 69 | Richard Pánik     | F       | Slowakei     | Awtomobilist Jekaterinburg                         | HC Oceláři Třinec (CZE)           |

### Runde 4
| #  | Spieler              | Pos     | Nationalität | KHL-Team                                            | College/Junior/Club-Team               |
| -- | -------------------- | ------- | ------------ | --------------------------------------------------- | -------------------------------------- |
| 72 | gepasst              | gepasst | gepasst      | HK Lada Toljatti (von Amur Chabarowsk)              | HK Lada Toljatti (von Amur Chabarowsk) |
| 73 | Kristofer Berglund   | D       | Schweden     | HK Sibir Nowosibirsk                                | Luleå HF (SEL)                         |
| 78 | Miro Hovinen         | D       | Finnland     | HK Dynamo Moskau (von Neftechimik Nischnekamsk)     | Jokerit Helsinki (FIN)                 |
| 80 | Michal Jordán        | D       | Tschechien   | SKA Sankt Petersburg (von HK Traktor Tscheljabinsk) | Plymouth Whalers (OHL)                 |
| 82 | Andris Džeriņš       | C       | Lettland     | Dinamo Riga                                         | Kingston Frontenacs (OHL)              |
| 83 | Victor Hedman        | D       | Schweden     | HK Spartak Moskau                                   | MODO Hockey Örnsköldsvik (SEL)         |
| 85 | Oliver Ekman Larsson | D       | Schweden     | HK Metallurg Magnitogorsk                           | Leksands IF (SHA)                      |
| 86 | Simon Bertilsson     | D       | Schweden     | HK Metallurg Magnitogorsk (von HK ZSKA Moskau)      | Brynäs IF (SEL)                        |
| 87 | Toni Rajala          | F       | Finnland     | Lokomotive Jaroslawl                                | Ilves Tampere (FIN)                    |
| 89 | Taylor Hall          | C       | Kanada       | Ak Bars Kasan                                       | Windsor Spitfires (OHL)                |